# まさご座

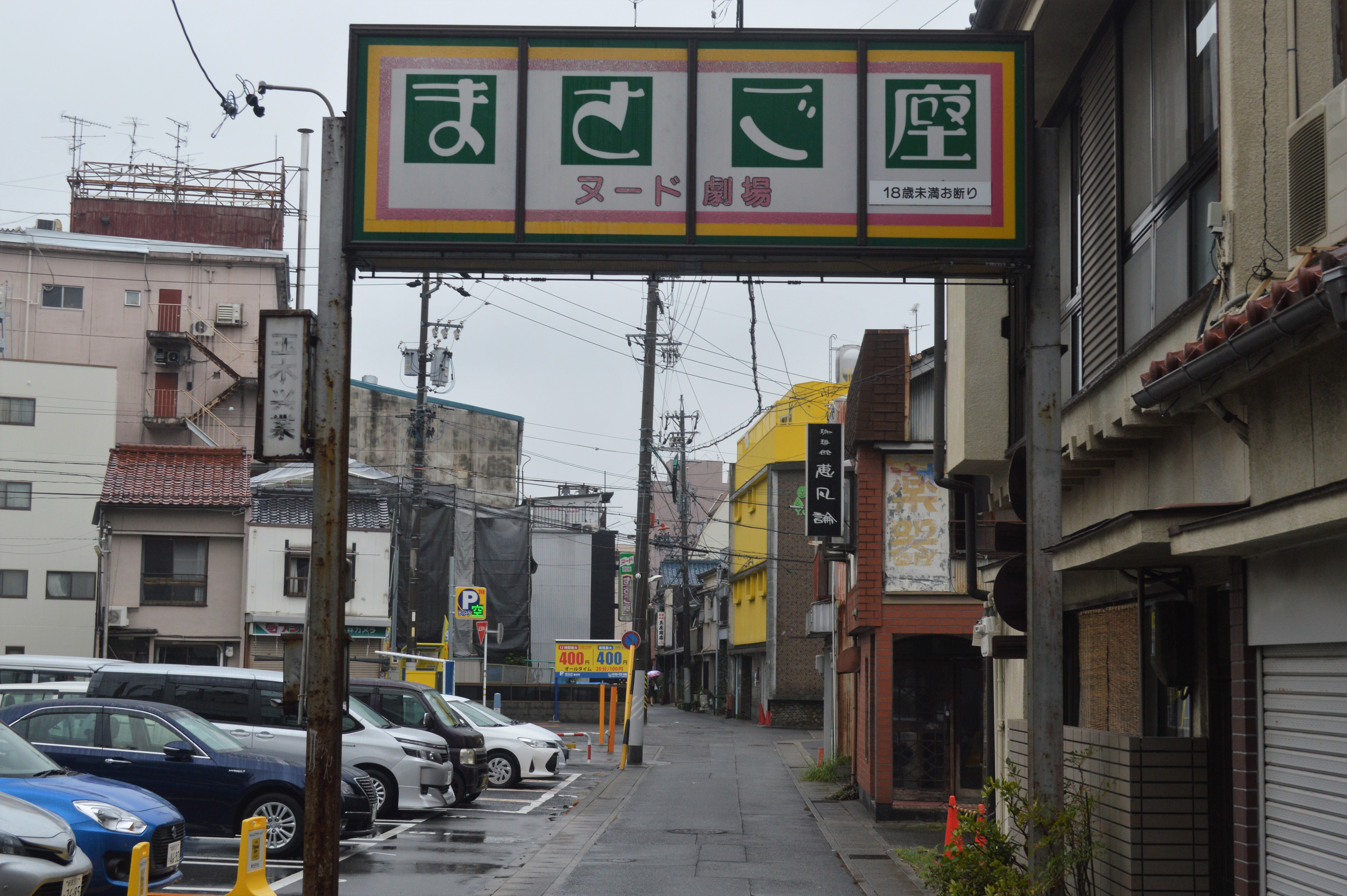
アーチ

まさご座（まさござ）は、岐阜県岐阜市春日町1丁目15（西柳ケ瀬）にあるストリップ劇場。客席数は86席。

## 歴史

### 初代建物時代
太平洋戦争終戦後の1947年（昭和22年）、玉木喜平が芝居小屋として開館させた。歌謡ショー・浪曲・漫才・宝塚歌劇・剣劇などの興行を行い、三波春夫、村田英雄、コント55号、間寛平、宝塚のトップスターなどが来館している。1951年（昭和26年）版の『岐阜市商工名鑑』には「映画興行」を行う団体として真砂座が掲載されている。
1952年（昭和27年）4月29日と4月30日、「100万弗歌舞伎ショウ 珍版 忠臣蔵 赤い鳥一座」という興行を行った。同年11月にははっきりストリップと謳った「百万弗ストリップ赤い鳥一座」という興行を行っている。
1960年（昭和35年）の映画館名簿には本館も真砂座として掲載されており、木造2階建て、定員500人、邦画・洋画を上映していた。同年時点でも経営者は玉木喜平である。映画の隆盛やテレビの普及とともに客足が低迷し、女剣劇の一座が胸元をはだけたお色気路線を打ち出すようになると、その頃がストリップ劇場への転換期だった。

### 2代目建物時代

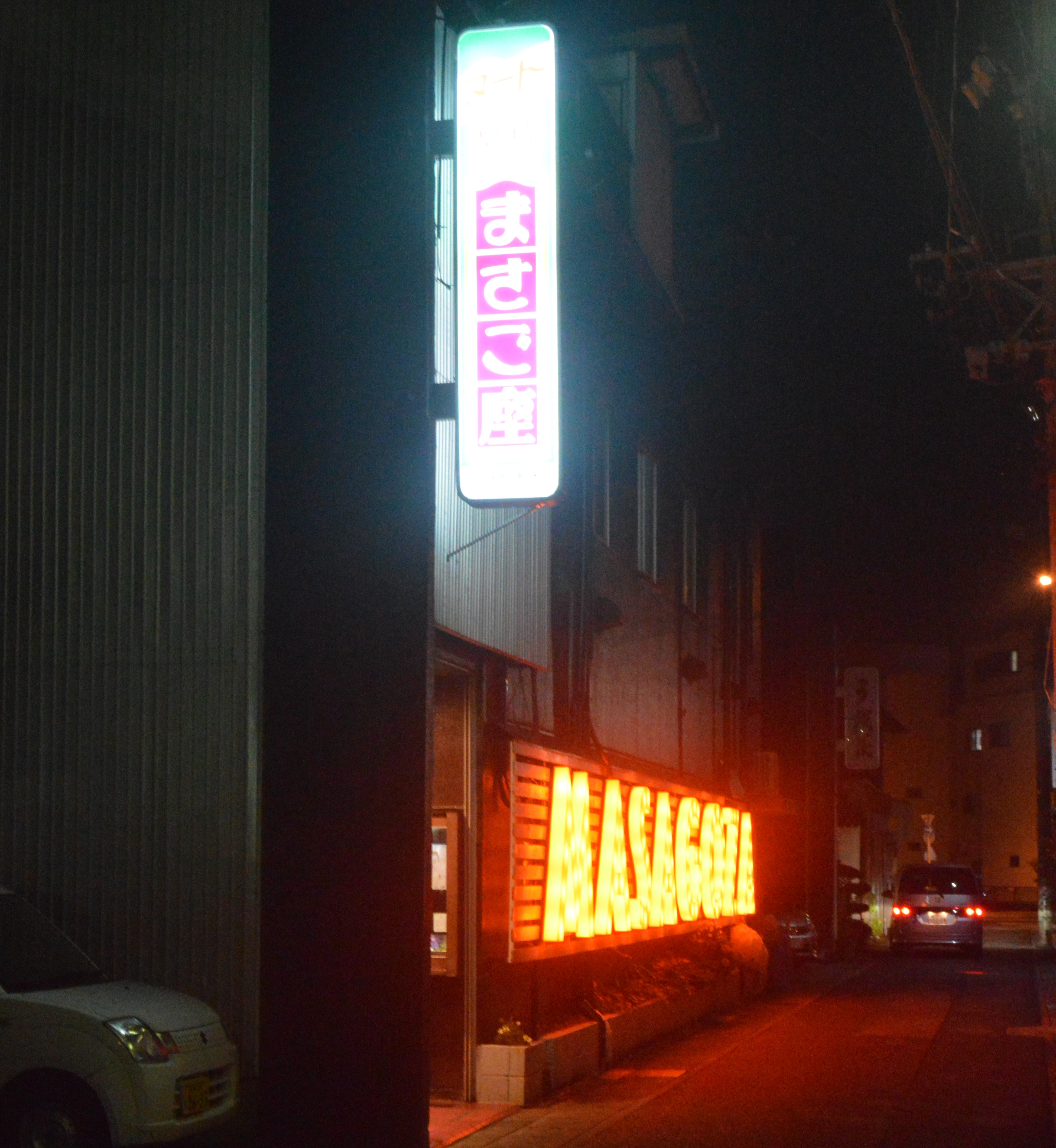
夜間のまさご座

1961年（昭和36年）11月、建物を改装して冷暖房を完備し、かぶりつきの客席を設置したほか、入口を裏通りに変更した。なお、1962年（昭和37年）頃にストリップ劇場に転換したとする文献もあり、1963年（昭和38年）頃に現在の建物が完成したとする文献もある。1963年（昭和38年）の映画館名簿に真砂座は掲載されていない。
1963年（昭和38年）1月時点の岐阜市には3館のストリップ劇場があり、いずれも柳ケ瀬周辺にあった。玉木喜平の長男である玉木健洋は近隣の朝日映画劇場の支配人をしており、玉木喜平の次男の玉木国大は朝日映画劇場で映写技師を3年間務めた後、まさご座に移って照明係となった。1967年（昭和42年）には玉木喜平が死去し、26歳の玉木国大が2代目館主となった。玉木国大は九州出身のストリッパー（踊り子）と結婚している。
2018年（平成30年）11月時点では東海地方（東海3県）唯一のストリップ劇場である。インスタグラムなどのソーシャル・ネットワーキング・サービス(SNS)を用いた情報発信を積極的に行い、若者や女性の観客に対するPRに力を入れている。2022年（令和4年）4月21日から4月30日には開館70周年記念興行を行った。

## 施設
劇場内はすりばち状であり、じゅうたんが敷かれた座席に靴を脱いで入場する。劇場内での飲食も可能であり、場合によっては寝転んで観劇することも可能である。また場内は緞帳やレース調のカーテンなどを多く用いた宮殿風の凝った装飾となっている。弁当を持参して一日中観劇する常連客もいる。若い踊り子には全国から追っかけファンが訪れる。

## 交通アクセス
鉄道
- JR東海東海道本線・高山本線岐阜駅または名鉄名古屋本線・各務原線名鉄岐阜駅から徒歩約20分

バス
- JR岐阜駅バスターミナル10番乗場または名鉄岐阜駅前の5番乗場から柳バスで金華橋通り柳ヶ瀬か高島屋前で下車。徒歩約5分。

2005年（平成17年）に廃線となるまで、近くに路面電車の名鉄岐阜市内線本郷町停留所があった。